# گئورگه پوپسکو
گئورگه پوپسکو (رومانیایی: Gheorghe Popescu؛ زادهٔ ۹ اکتبر ۱۹۶۷) یک بازیکن فوتبال اهل رومانی است.

## باشگاهی
از باشگاه‌هایی که در آن بازی کرده‌است می‌توان به دینامو بخارست، بارسلونا، استوا بخارست، پی‌اس‌وی آیندهوون، باشگاه فوتبال تاتنهام هاتسپر، باشگاه ورزشی گالاتاسرای (تیم فوتبال)، و لچه اشاره کرد.

## تیم ملی
وی همچنین در تیم ملی فوتبال رومانی بازی کرده است.